# مملكة دورسال
مملكة دورسال (بالإنجليزية: Kingdom of the Dorsale)‏ كانت مملكة بربرية مستقلة تقع في شمال تونس الحالية. وهي دويلة ناشئة بعد انهيار المملكة المورية الرومانية.